# Megaselia punctifrons
Megaselia punctifrons är en tvåvingeart som beskrevs av Borgmeier 1969. Megaselia punctifrons ingår i släktet Megaselia och familjen puckelflugor. Inga underarter finns listade i Catalogue of Life.